# NK Slaven Živinice
Der NK Slaven Živinice ist ein Fußballverein aus der Stadt Živinice in Bosnien und Herzegowina.
Der Verein wurde im Jahre 1937 gegründet und spielte bei der ersten Bosnisch-herzegowinische Fußballmeisterschaft 1994/95 mit.
Heute ist man im Amateurbereich tätig und spielt in den unteren Ligen Bosnien und Herzegowinas mit.